# Берзина, Светлана Яковлевна
Светла́на Я́ковлевна Бе́рзина (7 марта 1932 года, Москва — 24 апреля 2012 года, там же) — советский и российский историк-африканист, специалист по государству Мероэ.
Доктор исторических наук (1977), член Правления общества дружбы «СССР-АРЕ» (1987), награждена медалью «В память 850-летия Москвы» (1997). Получила звание Заслуженный работник культуры Российской Федерации (1999). Член Международного общества по изучению Мероэ (с 1976). Член Международного нубиологического общества (с 1978). Член Европейской ассоциации археологов (с 2001). Главный научный сотрудник Отдела истории материальной культуры и древнего искусства народов Востока в Государственном музее Востока (Москва).

## Биография
Окончила исторический факультет Киевского государственного университета им. Т. Г. Шевченко по кафедре археологии (1954). С 1954 года по 1961 год работала научным сотрудником Керченского историко-археологического музея. С 1960 по 1981 год работала в секторе стран Азии и Африки Фундаментальной библиотеки общественных наук АН СССР (ФБОН-ИНИОН) в Москве. В этот период окончила очную аспирантуру Института восточных языков при Московском государственном университете им. М. В. Ломоносова (ныне Институт стран Азии и Африки) по кафедре африканистики, с 1965 по 1970 год преподавала на кафедре. В 1970 году защитила кандидатскую диссертацию «Предпосылки образования древней Ганы» (изд. 1970). В 1977 году приступила к работе на соискание ученой степени доктора исторических наук в Отделе Древнего Востока Института востоковедения АН СССР и успешно защищается в 1979 году по теме «Мероэ и окружающий мир. I—VIII вв.» С 1981 года вплоть до своей смерти являлась сотрудником Государственного музея Востока.

## Научная деятельность
Была известным специалистом по истории и культуре древнего Мероэ, участвовала в работе международных конференций по мероитским исследованиям. Основная сфера научных интересов — изучение роли искусства в контактах античных и восточных цивилизаций. Более 15 лет являлась хранителем фонда «Геммы, печати и буллы Востока», который был сформирован при её деятельном участии. В 2010 году издан научный каталог «Древние геммы Востока», подготовленный на основе этой коллекции. Ею проводилась работа по атрибуции предметов африканского искусства, поступающих в музей, значительная часть коллекции которого пополнилась благодаря её активной работе с частными коллекционерами. По африканской коллекции музея ею был подготовлен к печати совместный каталог «Оружие и художественный металл Тропической Африки в собрании Государственного музея Востока». Всего С. Я. Берзиной опубликовано более 200 научных работ, в том числе две монографии.
Светлана Яковлевна постоянно участвовала в выставочной деятельности Музея Востока, ею было подготовлено несколько выставок: «Пирамиды вечности», «Древние геммы и камни Востока», «Образы Тропической Африки», «Христианство на Золотом роге».

### Основные работы
- Берзина С. Я. Предпосылки образования древней Ганы: Автореф. дис. ... к. ист. н. — М.: Моск. гос. ун-т. Ин-т вост. яз., 1970. — [1], 26 с.
- Берзина С. Я. Мероэ и окружающий мир, I—VIII вв. н. э.: Автореф. дис. ... д. ист. н.: Спец. 07.00.03. — Л.: Ин-т востоковедения АН СССР, Ленингр. отд-ние, 1989. — 26 с.
- Берзина С. Я. Мероэ и окружающий мир, I—VIII вв. н. э.: Дис. ... д. ист. н.: Спец. 07.00.03. — Л.: Ин-т востоковедения АН СССР, Ленингр. отд-ние, 1989. — 422 с.
- Берзина С. Я. Мероэ и окружающий мир, I—VIII вв. н. э. / Гос. музей иск-ва народов Востока. — М.: Наука, 1992. — 351 с.: ил. — ISBN 5-02-016719-3
- Берзина С. Я. Образы Тропической Африки: Каталог выставки, [21 авг. — 1 окт. 2000 г.]. — М.: Бриз, 2001. — 80 с.
- Берзина С. Я. Древние геммы Востока / Гос. музей иск-ва народов Востока; Пер. на англ.: А. Б. Никитин. — М.: Памятн. ист. мысли, 2010. — 208 с.: ил. — ISBN 978-5-88451-278-8
- Берзина С. Я., Войтов В. Е., Филатов В. Л. Оружие и художественный металл Тропической Африки в собрании Государственного музея Востока: Каталог коллекции / М-во культуры Рос. Федерации. — М: Гос. музей Востока, 2015. — 143 с.: ил., цв. ил. — (Коллекции Музея Востока).
- Оля Б. Боги Тропической Африки / Пер. с фр.; Под ред. С. Я. Берзиной. — М.: Наука, Глав. ред. вост. лит., 1976.
- История Африки: Хрестоматия / Ун-т дружбы народов; Сост. С. Я. Берзина, Л. Е. Куббель. — М.: Наука, Глав. ред. вост. лит., 1979. — 383 с.
- История Африки в древних и средневековых источниках: Хрестоматия / Ун-т дружбы народов; Под ред. О. К. Дрейера; Сост. С. Я. Берзина, Л. Е. Куббель. — 2-е изд., испр. и доп. — М.: Наука, Глав. ред. вост. лит., 1990. — 471 с.

Статьи
- Берзина С. Я. Производство гипсовых изделий на Боспоре, [I—II вв.] // Археология и история Боспора: Сб. ст. — Симферополь: Крымиздат, 1962. — Т. 2. — С. 237—256: ил.
- Берзина С. Я. [Рецензия:] «Bulletin de l’Institute Francaise d’Afriqe Noire». Dakar. [Обзор западноафр. ист. журн.] // Вопр. истории. — 1963. — № 12. — C. 172—176.
- Берзина С. Я. Древние культуры Мали и Гвинеи: (Обзор археол. исслед. послед. лет) // Вестн. древ. истории. — 1965. — № 1. — С. 213—223.
- Берзина С. Я. Дискуссия о происхождении человека: [Обзор материалов в междунар. науч. журн. «Current anthropology», изд. в Чикаго] // Вопр. истории. — 1966. — № 7. — С. 190—194.
- Берзина С. Я., Комар Ю. И., Кузнецова С. И., Померанц Г. С. Проблемы социализма в Африке: [Обзор работ полит. деятелей африкан. стран] // Вопр. философии. — 1966. — № 1. — С. 172—179.
- Берзина С. Я. Предпосылки образования древней Ганы // Народы Азии и Африки. — 1970. — № 1. — С. 62—71. — Рез. англ.: С. 250—251.
- Берзина С. Я. Происхождение банту: (Обзор зарубеж. лит-ры за 1966—1968 гг.) // Вопр. истории. — 1970. — № 3. — С. 173—177.
- Берзина С. Я. Материалы к этнической истории фульбе // Сов. этнография. — 1971. — № 4. — С. 43—52. — Рез. англ.
- Берзина С. Я. Проблемы хронологии средневековой африканской истории // Народы Азии и Африки. — 1972. — № 2. — С. 163—167.
- Берзина С. Я. Археологические памятники как источник по истории Африки // Источниковедение африканской истории. — М.: Наука, Глав. ред. вост. лит., 1977. — С. 38—66.
- Берзина С. Я. Мероэ и Китай в I—VIII вв. н. э. // Мероэ. — [Вып. 1:] История, история культуры, язык Древ. Судана. — М.: Глав. ред. вост. лит., 1977. — С. 214—240.
- Берзина С. Я. [Рецензия:] И. В. Следзевский. «Хаусанские эмираты Северной Нигерии: Хоз-во и обществ.-полит. строй». Москва, Наука, 1974 // Народы Азии и Африки. — 1977. — № 1. — С. 200—202.
- Берзина С. Я. «Эфиопика» Гелиодора как источник по истории Мэроэ // Мероэ. — [Вып. 1:] История, история культуры, язык Древ. Судана. — М.: Наука, Глав. ред. вост. лит., 1977. — С. 146—190.
- Берзина С. Я. Александрийская тара в Северном Причерноморье // Ж. Ф. Шампольон и дешифровка египетских иероглифов. — М.: Наука, 1979. — С. 106—116.
- Берзина С. Я. Мероэ и Аксум: (Контакты гос-в) // Народы Азии и Африки. — 1980. — № 3. — С. 137—143.
- Берзина С. Я. Поздний период Мероэ: Вопросы хронологии и истории // Мероэ. — Вып. 2: Проблемы истории и культур. связей. — М., 1981. — С. 177—208.
- Берзина С. Я., Миньковская Э. Е. Тронное имя владык Куша // Мероэ. — Вып. 2: Проблемы истории и культур. связей. — М., 1981. — С. 85—105.
- Берзина С. Я. Древняя Индия и Африка // Древняя Индия: Историко-культур. связи. — М.: Наука, Глав. ред. вост. лит., 1982. — С. 17—41.
- Берзина С. [Я.] Кушанские монеты в Аксуме / С. Берзина // Инф. бюл. / Междунар. ассоц. по изуч. культур Центр. Азии. — М., 1984. — Вып. 7. — С. 64—71.
- Берзина С. [Я.] Искусство Афганистана с древнейших времен до наших дней / С. Берзина // Инф. бюл. / Междунар. ассоц. по изуч. культур Центр. Азии. — М., 1985. — Вып. 8. — С. 101—102.
- Берзина С. Я. Мероэ VII—V вв. до н. э. в эфиопском логосе Геродота // Мероэ. — Вып. 3: История, история культуры и языки Сев.-Вост. Африки и Красномор. бассейна. — М., 1985. — С. 44—77.
- Берзина С. Я. Соголон, мать Сундиаты: (Эпос, петроглиф, маска) // История культуры народов Африки. — М., 1986. — Ч. 2. — С. 70—75.
- Берзина С. Я. Поход Зераха-кушита, [X в. до н. э.] // Мероэ. — Вып. 4: Страны Сев.-Вост. Африки и Красномор. бассейна в древности и ран. средневековье, проблемы истории и культур. связей. — М., 1989. — С. 22—48.
- Берзина С. А. Обозначение царя в Мероэ: К истории титулатуры в ран. полит. структурах Африки // Ранние формы социальной стратификации: Генезис, ист. динамики, потестар.-полит. функции. — М.: Наука, Вост. лит., 1993. — С. 263—274.
- Берзина С. Я. Южная Аравия и греко-римский Египет: (Культур. связи в памятниках иск-ва) // Красноморские заметки 'I: [Сб. очерков]. — М., 1994. — С. 202—222.
- Берзина С. Я. [Рецензия:] Тантлевский И. Р. История и идеология Кумранской общины // Православный Палестинский сборник. — Вып. 35 (98): Сб. памяти Н. В. Пигулевской. — СПб.: Дм. Буланин, 1998. — С. 278—282.
- Берзина С. Я. Сасанидские анэпиграфные геммы в Средней Азии // Древние цивилизации Евразии: История и культура: Тез. докл. науч. конф. — М., 1998. — С. 18—20.
- Берзина С. А., Демидчик А. Е. Египетское ожерелье из собрания Н. К. Рериха в Гос. музее Востока // Древний Египет: Язык, культура, сознание. — М., 1999. — С. 122—130, 3 рис.
- Берзина С. Я. Корабль «Исида» в контексте взаимоотношений Египта и Боспора в конце IV — первой пол. III в. до н. э. // Боспорский город Нимфей: Нов. исслед. и материалы и вопросы изучения антич. городов Сев. Причерноморья. — СПб, 1999. — С. 8—9.
- Берзина С. Я. Африканское искусство в музеях США и Европы: Ситуация, тенденции, перспективы един. культур. простр-ва на рубеже XXI в. // Евроцентризм и афроцентризм накануне XXI века: Африканистика в миров. контексте. — М., 2000. — С. 71—82.
- Берзина С. Я. Керамическая печать из Самарканда // Средняя Азия: Археология. История. Культура: Материалы междунар. конф., посвящ. 50-летию науч. деятельности Г. В. Шишкиной: (Гос. музей Востока. Москва, 14—16 дек. 2000 г.). — М.: Пересвет, 2000. — С. 19—25.
- Берзина С. Я. Печать с месопотамскими сюжетами из Согдианы // Древность: Ист. знание и специфика источника. — М., 2000. — С. 31—34.
- Берзина С. Я. Египетская выставка в Государственном музее Востока // Вестн. древ. истории. — 2001. — № 3. — С. 217—218.
- Берзина С. Я. Две эфиопских воинских награды из собрания Государственного музея Востока // Ethnologica africana: Памяти Д. А. Ольдерогге. — М.: Муравей, 2002. — С. 303—315, табл. 1—2.
- Берзина С. Я. Кони в глиптике Древнего Востока и образ ахалтекинца на древних геммах и печатях // Мирас (Miras). — Ашгабат (Ashgabat), 2002. — № 1. — С. 62—70 (туркм. яз.); С. 114—122 (рус. яз.); С. 168—176 (англ. яз.).
- Берзина С. Я. Святые Афанасий, Пахомий и христианская церковь Аксума в IV—V вв. н. э. [Крат. тез. докл.] // Научное заседание, посвященное 135-летию со дня рождения Б. А. Тураева (11 июня 2003 г., Санкт-Петербург) / Сообщ. А. Я. Каковкин // Вестн. древ. истории. — 2004. — № 1. — С. 254.
- Берзина С. Я. Древние архивы Тропической Африки // Архивы — ключ к истории Африки XX в. — М., 2005. — С. 107—119, 5 ил.
- Берзина С. Я. Стеклянный медальон из Самарканда: [Рельефн. бюст мужчины в средневек. слое Афрасиаба, VIII—IX вв.] // Центральная Азия: Источники, история, культура. — М., 2005 (2006). — С. 191—204.
- Берзина С. Я. Ахеменидские геммы в Хорезме: [Со сценами львин. охоты V—IV вв. до н. э. Из коллекции Гос. музея Востока] // Рос. археология. — 2006. — № 3. — С. 85—94. — Рез. англ.
- Берзина С. Я. Египтяне и мероиты в IV в. н. э.: Резюме докл. // XIV Сергеевские чтения на Кафедре истории древнего мира исторического факультета МГУ им. М. В. Ломоносова, (Москва, 2—4 февраля 2005 г.) // Вестн. древ. истории. — 2006. — № 1. — С. 222.
- Берзина С. Я. Египтяне и мероиты в IV в. н. э. // Вестн. / Правосл. Св.-Тихонов. гуманит. ун-та. Сер. 3: Филология. — 2007. — № 1 (7). — С. 33—41.
- Берзина С. Я. Хапи в Пантикапее // Боспор. исслед. — 2006. — № 13. — С. 172—178.
- Берзина С. Я. Скульптура бауле «мировое древо» // Африканский сборник '2007. — СПб.: Наука, 2008. — С. 213—221.